# Palacio Sansedoni

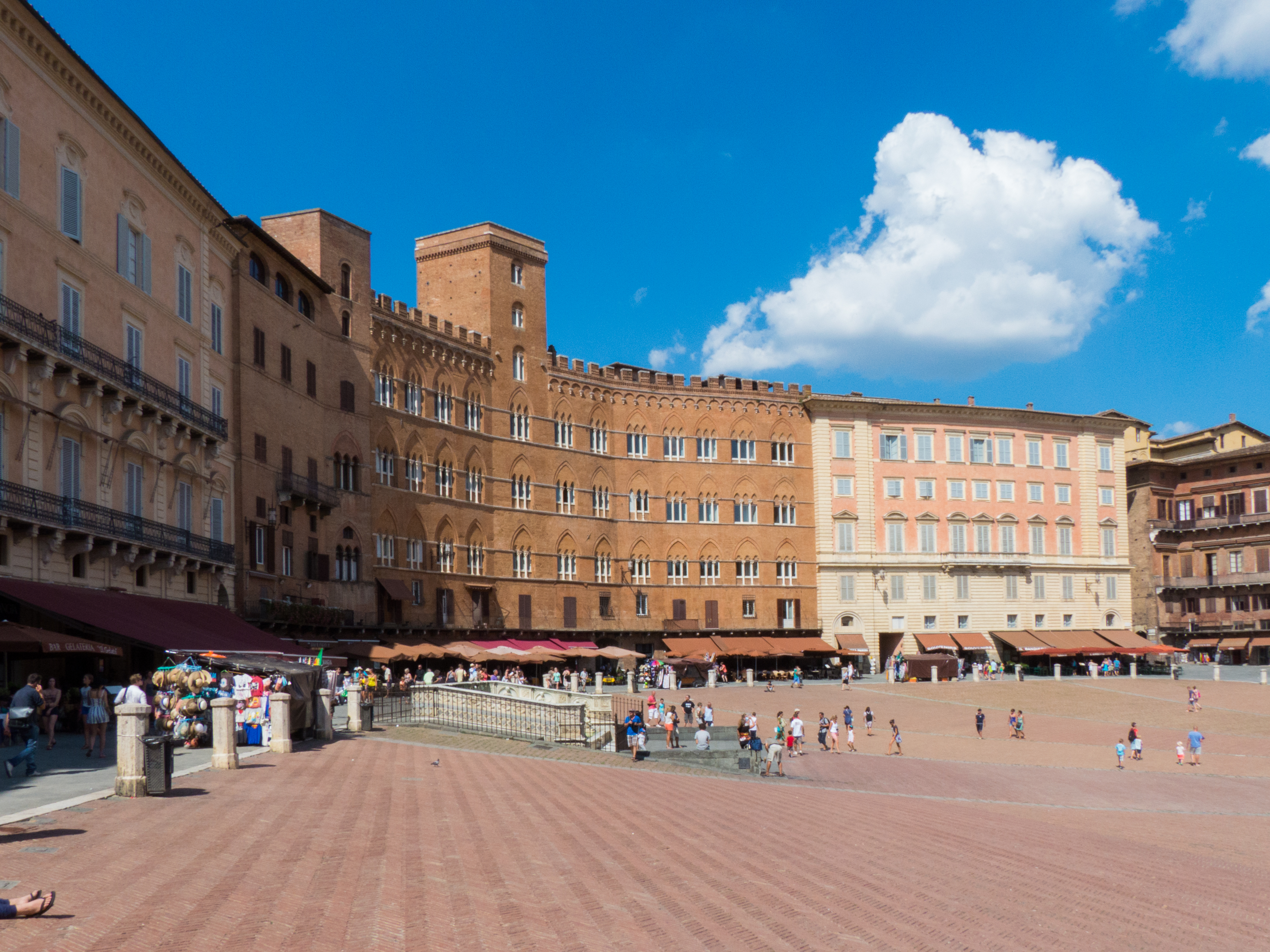
Palacio Sansedoni sobre Plaza del Campo

El Palacio Sansedoni es un edificio histórico de Siena, situado en la  Plaza del Campo.

## Historia y descripción
Es el más notable de los edificios de propiedad privada que bordean la plaza y fue edificado a principios del siglo XIII. En 1339 Agostino da Siena tuvo a su cargo las obras de remodelación y ampliación de la edificación hacia el lado de la calle Banchi di Sotto. Su majestuosa fachada en ladrillo a la vista, que se observa desde la plaza, se remonta a una reestructuración del siglo XVIII, y es una obra en estilo neogótico del arquitecto Ferdinando Ruggieri.

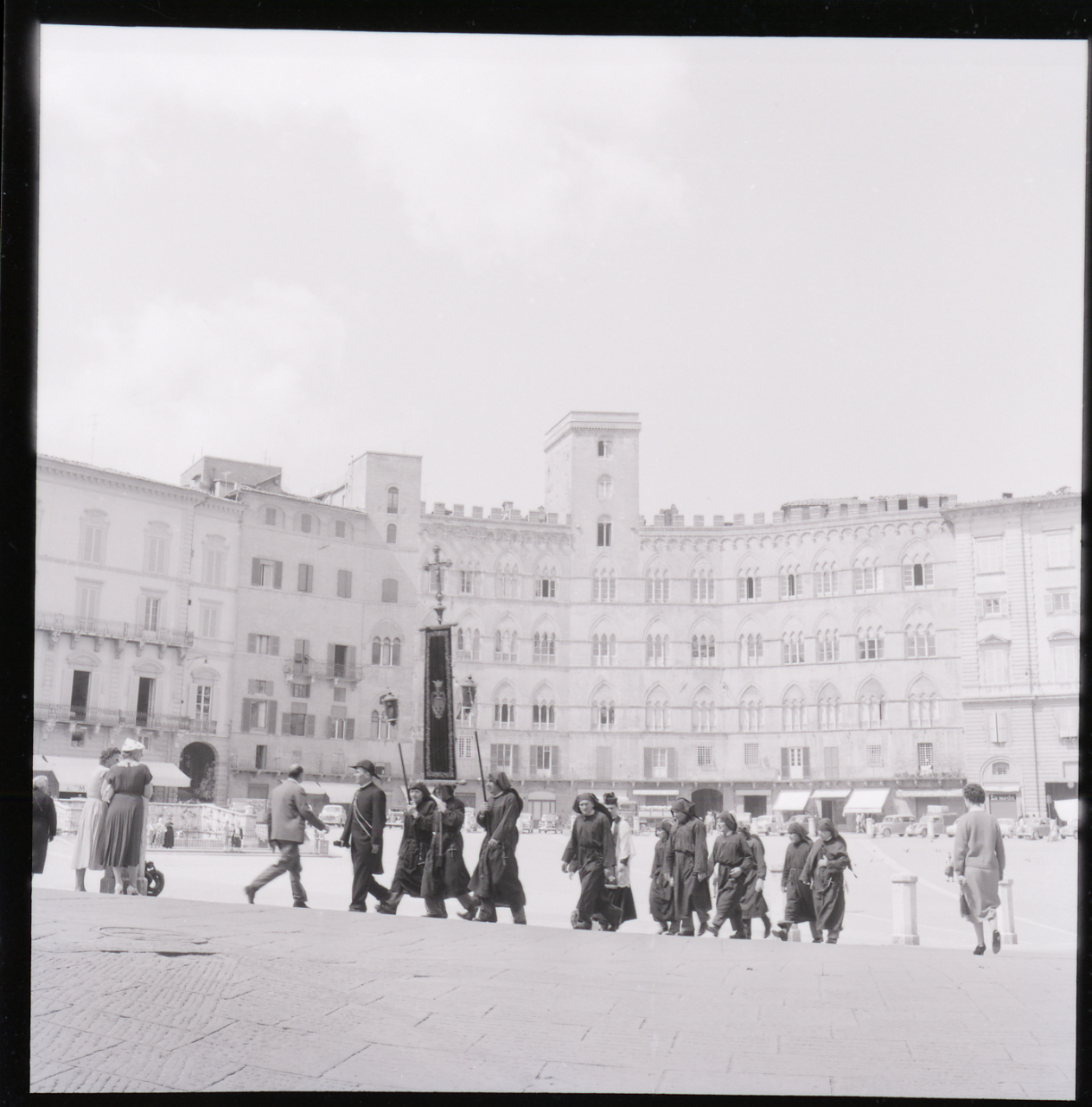
Foto de Paolo Monti, 1965

Sobre la fachada curvada, que se adapta a la geometría de la plaza, se pueden observar tres órdenes de tríforas. Antiguamente también tenía una torre, rebajada en 1760, de planta irregular con una singular forma romboidal. En su interior, el edificio tiene varios ambientes con obras del siglo XVIII, decoradas por Francesco y Giuseppe Melani, y Giovanni Domenico Ferretti. La decoración del techo de la capilla privada, con la obra Glorificación del beato Ambrosio Sansedoni (1701), pertenece en cambio a Anton Domenico Gabbiani.
- Datos: Q3890845
- Multimedia: Palazzo Sansedoni (Siena) / Q3890845